# Pla de la Cerdera
Pla de la Cerdera (o La Cerdera Baixa), és una partida de Lleida.
L'origen del seu nom es troba en el mot sardera, que significa "tros de terra que no es cultiva", que procedeix de sarda, significa "mola, turó pla i eixut". Més modernament es pot trobar el mot sardera emprat per designar un turó alt amb molts garrics.
Zona residencial, hom hi conrea arbres fruiters.
Es troba molt ben comunicada gràcies al pas tant la carretera nacional N-240 com de l'autovia A-22.
Limita:
- Al nord amb el terme municipal d'Alpicat.
- A l'est amb la partida de Pla de Montsó.
- Al sud amb la partida de Les Torres de Sanui.
- A l'oest amb la partida de La Clamor i el terme municipal d'Alcarràs.

## Geografia
|           | Alpicat             |               |
| La Clamor |                     | Pla de Montsó |
| Alcarràs  | Les Torres de Sanui |               |